# 머스크 트리플 E 급

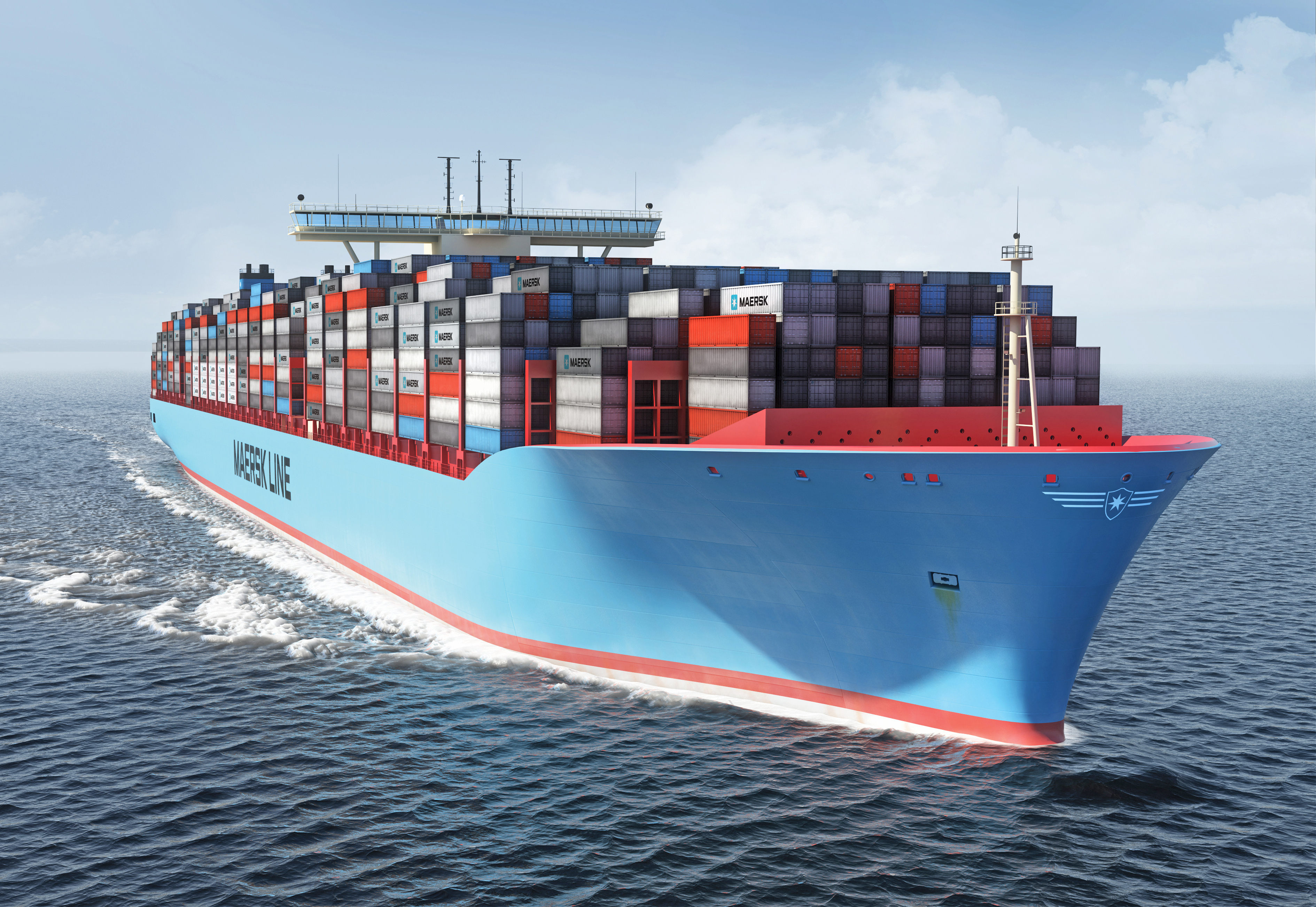
머스크 트리플 E 급

머스크 트리플 E 급(Maersk Triple E class)은 2014년 취역 예정인 초대형 컨테이너선이다. 머스크 E 급을 제치고 세계 최대의 컨테이너선이 될 예정이다. 2011년 2월 A.P. 몰러-머스크 그룹은 대우조선해양과 머스크 트리플 E 급 컨테이너선 20척의 건조 계약을 척당 미화 1억 9천만 달러(2000억 원)에 체결했다.
'트리플 E'란, 규모의 경제(Economy of scale), 에너지 효율(Energy efficient), 친환경(Environmentally improved)을 의미한다. 선박의 길이는 400미터, 폭은 59미터로, 기존의 E 급에 비해 각각 3미터, 4미터씩 커졌을 뿐이지만 2500여개의 컨테이너를 더 실을 수 있게 되었다.

## 같이 보기
- 말라카막스